# Присойна
Присойна е село в Североизточна България. То се намира в община Антоново, област Търговище.

## География
Територия 4,844 квадратни километра, височина 353 метра.

## История
До освобождението целият регион е бил населен с компактно турско население, което напуска земите си след Освободителната война, а на негово място започват да пристигат българи от различни краища на България. В по-голямата си част този регион е населен с българи от Кюстендилско и Босилеградско. Преселвали са се на няколко етапа, като първите са веднга след 1879 г.
Компактни маси се настаняват и след Първата световна война, когато Босилеградско е откъснато от българските предели и е включено в състава на днешна Сърбия.
До 1934 г. селото е носело старато си турско име Калайджилари. След общоселски събор се решава името да се промени на Присойна. Думата не се среща често в североизточнобългарския говор, но при западния диалект е често срещана и означава слънчево място – т.е. обратното на усойно.
Промени в наименованието на селото от 03.03.1878 г. до наши дни:
| Пълно наименование                                                  | Период на валидност         |
| ------------------------------------------------------------------- | --------------------------- |
| с. Калайджилари                                                     | 03.03.1878 – 14.08.1934     |
| с. Присойна                                                         | 14.08.1934 – 28.09.1949     |
| с. Присойна, общ. Добротица, Омуртагска околия, Шуменски окр.       | 28.09.1949 – 04.02.1950     |
| с. Присойна, общ. Добротица, Омуртагска околия, Коларовградски окр. | 04.02.1950 – 20.12.1958     |
| с. Присойна, общ. Антоново, Омуртагска околия, Коларовградски окр.  | 20.12.1958 – 23 януари 1959 |
| с. Присойна, общ. Антоново, Търговищенски окр.                      | 23 януари 1959 – 20.09.1966 |
| с. Присойна, общ. Добротица, Търговищенски окр.                     | 20.09.1966 – 26.12.1978     |
| с. Присойна, общ. Антоново, Търговищенски окр.                      | 26.12.1978 – 01.09.1987     |
| с. Присойна, общ. Антоново, Разградска обл.                         | 01.09.1987 – 08.02.1992     |
| с. Присойна, общ. Антоново, Русенска обл.                           | 08.02.1992 – 12 януари 1999 |
| с. Присойна, общ. Антоново, обл. Търговище                          | 12 януари 1999 –            |

Източник: НСИ, Национален регистър на населените места

## Културни и природни забележителности
Паметници на партизани, участвали активно в борбата срещу фашизма.

## Редовни събития
Селото има събор в първата събота от месец август.